# 第21回国民体育大会
第21回国民体育大会（だい21かいこくみんたいいくたいかい）は、1966年に大分県（夏季大会、秋季大会）、岩手県（冬季大会スケート競技）、北海道（冬季大会スキー競技）を会場に開催された。
史上初めて愛称が付けられた国体であり、華美になりすぎた大会を見直す意味を込めて、「剛健」と付けられた。スローガンは「剛健・友愛・信義」。

## 概要
天皇杯は開催地の大分県、皇后杯は東京都が獲得した。なお、大分県は皇后杯（女子総合成績）では第5位であった。
| 季    | 期間                      | 開催地               | 競技数 | 参加者数 |
| ----- | ------------------------- | -------------------- | ------ | -------- |
| 冬    | 1966年1月27日 - 1月30日   | 岩手県盛岡市         | 1      | 1,379    |
| 冬    | 1966年2月19日 - 2月23日   | 北海道旭川市         | 1      | 1,725    |
| 夏    | 1966年9月18日 - 9月21日   | 大分県別府市・日田市 | 3      | 3,716    |
| 秋    | 1966年10月23日 - 10月28日 | 大分県               | 28     | 17,177   |
| 合 計 | 合 計                     | 合 計                | 33     | 23,997   |

## 実施競技と会場
- スケート - 岩手県盛岡市（盛岡農高特設スケートリンク）
- スキー - 北海道旭川市（嵐山会場他）
- 水泳 - 別府市（別府市営青山プール）
- 漕艇 - 日田市（夜明ダム）
- ヨット - 別府市（北浜ヨットハーバー）
- 陸上 - 大分市（大分市営陸上競技場）
- サッカー - 別府市（実相寺蹴球場他）
- テニス（庭球） - 別府市（別府市営青山庭球コート他）
- ホッケー - 湯布院町（自衛隊湯布院駐屯地グラウンド）
- ボクシング - 津久見市（津久見市営体育館）
- バレーボール  - 大分市、臼杵市（大分市営総合球技場他）
- 体操 - 大分市（大分商高体育館）
- バスケットボール - 中津市、豊後高田市（中津北高体育館他）
- レスリング - 佐伯市（佐伯鶴城高）
- ウエイトリフティング - 湯布院町（湯布院町営体育館他）
- ハンドボール - 大分市（大分鶴崎高）
- 自転車 - 別府市（別府市営競輪場）
- ソフトテニス（軟式庭球） - 大分市（大分県営庭球場）
- 卓球 - 日出町（日出高体育館他）
- 軟式野球 - 大分市、別府市、中津市（大分県営野球場他）
- 相撲 - 宇佐市（宇佐神宮相撲場）
- 馬術 - 三重町（大原陸上競技場）
- 柔道 - 大分市（大分県営体育館）
- ソフトボール - 大分市、竹田市（大分東高グラウンド他）
- フェンシング - 別府市（別府商高体育館）
- バドミントン - 日田市（日田林高体育館）
- 弓道 - 日田市（日田市弓道場）
- ライフル射撃 - 大分市、別府市（警察学校他）
- クレー射撃 - 別府市（湯山クレー射撃場）
- 剣道 - 杵築市（杵築高体育館）
- ラグビーフットボール - 大分市（大分市営総合球技場他）
- 山岳 - 竹田市他（久住・大船、祖母・傾山群）
- 高校野球 - 佐伯市、三重町（佐伯球場他）

## 冬季大会

### スケート競技会
第21回国民体育大会冬季大会スケート競技会は、1966年1月27日から1月30日を会期として岩手県盛岡市で開催された。

#### 実施競技・会場一覧
| 競技名   | 種目種別       | 種目種別 | 会場地       | 競技会場               |
| -------- | -------------- | -------- | ------------ | ---------------------- |
| スケート | スピード       |          | 岩手県盛岡市 | 盛岡農業高校特設リンク |
| スケート | フィギュア     |          | 岩手県盛岡市 | 盛岡農業高校特設リンク |
| スケート | アイスホッケー |          | 岩手県盛岡市 | 盛岡農業高校特設リンク |

### スキー競技会
第21回国民体育大会冬季大会スキー競技会は、1966年2月19日から2月23日を会期として北海道旭川市で開催された。

#### 実施競技・会場一覧
- スキー - 北海道旭川市　嵐山会場　他

## 総合成績

### 天皇杯
- 1位 - 大分県
- 2位 - 東京都
- 3位 - 大阪府

### 皇后杯
- 1位 - 東京都
- 2位 - 大阪府
- 3位 - 愛知県